# Camu Tao
Camu Tao (bürgerlich Tero Smith; * 26. Juni 1977 in Columbus, Ohio; † 25. Mai 2008 ebenda) war ein amerikanischer Rapper und Musikproduzent.

## Biografie
Tero Smith wuchs in Columbus, Ohio auf. In den 1990er Jahren schloss er sich der Crew MHz an, zu der auch die Rapper Copywrite, Jakki da Motamouth, Tage Proto und der Produzent RJD2 gehörten. 2001 veröffentlichte er unter dem Pseudonym Camu Tao sein Debüt-Soloalbum Camu Tao Presents Blair Cosby: Cape Cod (Going For De Gold), welches 2004 mit dem zweiten Teil Camu Tao Presents Blair Cosby II: The Wali Era fortgesetzt wurde.
Camu Tao stand bei den Labels Definitive Jux, Smash Bros., Fat Possum Records und Eastern Conference Records unter Vertrag, wo er sich dem Kollektiv The Weathermen, zusammen mit Aesop Rock, Cage, El-P und anderen anschloss.
Zusammen mit Cage formte er das Duo Nighthawks, dessen selbstbetiteltes Debütalbum 2002 erschien. S.A. Smash, ein Projekt Camu Taos mit dem Rapper Metro, veröffentlichte sein Debüt Smashy Trashy im Jahr 2003 über Definitive Jux. Neben seiner Arbeit an einem weiteren Soloalbum konzentrierte er sich ab 2004 vor allem auf die Musikproduktion und wirkte so an den Werken anderer Definitive-Jux-Künstler mit. Auch erschien er auf mehreren Features anderer Rapper. 
2006 erkrankte er an Lungenkrebs und musste sich einer Chemotherapie unterziehen. Er verstarb im Mai 2008, kurz vor seinem 31. Geburtstag.
2010 erschien auf Fat Possum Records posthum sein Soloalbum King of Hearts, an dem Smith bis zu seinem Tod gearbeitet hat. Im Zuge des Release des Albums wurde die 2005 von Tero Smith und El-P unter dem Namen Central Services produzierte EP Forever Frozen in Television Time als kostenloser Download veröffentlicht.

## Diskografie

### Solo
- 2001: Camu Tao Presents Blair Cosby: Cape Cod (Going For De Gold) (Smash Bros.)
- 2004: Camu Tao Presents Blair Cosby II: The Wali Era (Smash Bros.)
- 2010: King of Hearts (Fat Possum Records)

### MHz
- 2001: Table Scraps (NCS Records)

### Nighthawks
- 2002: Nighthawks (Eastern Conference Records)

### S.A. Smash
- 2003: Smashy Trashy (Definitive Jux)

### The Weathermen
- 2003: The Conspiracy (Eastern Conference Records)

### Central Cervices
- 2010: Forever Frozen in Television Time (Definitive Jux)